# Чемпионат мира по трековым велогонкам 1921
Чемпионат мира по трековым велогонкам 1921 года прошел с 30 июля по 8 августа 1921 года в Копенгагене (Дания). Соревнования проводились в двух дисциплинах — в спринте и в гонке за лидером для профессионалов и спринт для любителей.

## Медалисты
Профессионалы
| Дисциплина       | Золото        | Серебро      | Бронза      |
| Спринт           | Питер Мускопс | Роберт Спирс | Пьер Сержан |
| Гонка за лидером | Виктор Линар  | Пауль Сутер  | Поль Гиньяр |

Любители
| Дисциплина | Золото               | Серебро        | Бронза              |
| Спринт     | Генри Браск Андерсен | Эрик Кьэльдсен | Йохан Норман Хансен |